# Волкошанка (Лоевский район)
Волкошанка (бел. Ваўкашанка) — деревня в Уборковском сельсовете Лоевского района Гомельской области Беларуси.

## География

### Расположение
В 20 км на северо-запад от Лоева, 55 км от железнодорожной станции Речица (на линии Гомель — Калинковичи), 75 от Гомеля.

### Гидрография
На реке Брагинка (приток Днепра), на востоке мелиоративные каналы.

## Транспортная сеть
Рядом автодорога Брагин — Холмеч. Планировка состоит из короткой, чуть изогнутой широтной улицы. Жилые дома деревянные, усадебного типа.

## История
Обнаруженное археологами городище раннего железного века (в 1 км на северо-запад от деревни) свидетельствует о заселении этих мест с давних времён. По письменным источникам известна с XIX века как деревня в Холмечской волости Речицкого уезда Минской губернии. В 1930 году организован колхоз «13 лет Октября», работали ветряная мельница и кузница. Во время Великой Отечественной войны оккупанты в 1943 году сожгли 69 дворов. Согласно переписи 1959 года в составе совхоза имени В. И. Ленина (центр — деревня Уборок).

## Население

### Численность
- 2021 год — 0 хозяйств, 0 жителей.

### Динамика
- 1897 год — 34 двора, 204 жителя (согласно переписи).
- 1908 год — 213 жителей.
- 1940 год — 76 дворов, 301 житель.
- 1959 год — 106 жителей (согласно переписи).
- 1999 год — 6 хозяйств, 6 жителей.
- 2021 год — 0 хозяйств, 0 жителей.